# Аренур
Арену́р (рос. Аренур) — село у складі Хілоцького району Забайкальського краю, Росія. Входить до складу Харагунського сільського поселення.

## Населення
Населення — 28 осіб (2010; 46 у 2002).
Національний склад (станом на 2002 рік):
- росіяни — 100 %